# Oude Raadhuis van Kazimierz
Het Oude Raadhuis van Kazimierz (Pools: Ratusz kazimierski) is het voormalige stadhuis van Kazimierz. Sinds 1791 is Kazimierz een wijk van Krakau, tussen 1335 en 1791 een zelfstandige stad met vooral in oostelijke wijk joodse bewoners en in de westelijke wijk vooral christelijke bewoners. Er bevond zich een stadspoort tussen beide wijken. De oudste onderdelen van het stadhuis stammen uit 1414. Delen van het originele gotische gebouw, zijn te vinden in de kelder en op de begane grond. Het gebouw ligt aan de plac Wolnica, het vroegere marktplein van de stad Kazimierz.
Daarna werd het stadhuis meerdere malen verbouwd in 1528 en uitgebreid in 1557,1620 en 1875-1877. Het gebouw werd in 1528 verbouwd in de stijl van de Renaissance. In 1557 werd het gebouw van een klokkentoren voorzien.
Het noordelijke gedeelte van het gebouw kwam gereed in 1620. Het stadhuis werd toen voorzien van een gekanteeld dak. Het huidige uiterlijk van het gebouw stamt uit 1620, in dat jaar kwam het noordelijke gedeelte van het gebouw ook gereed, het zuidelijke gedeelte (uitbreiding van het gebouw) pas in 1877.
De verbouwingen tussen 1875 en 1877 werden uitgevoerd onder leiding van de architect Filipus Pokutyński. Sinds 1947 is in het voormalige stadhuis het Etnografisch Museum van Krakau ondergebracht. Dit museum beschikt over diverse klederdrachten uit het zuidelijke regio's van het huidige Polen. Tevens beschikt het museum over diverse muziekinstrumenten.

## Afbeeldingen

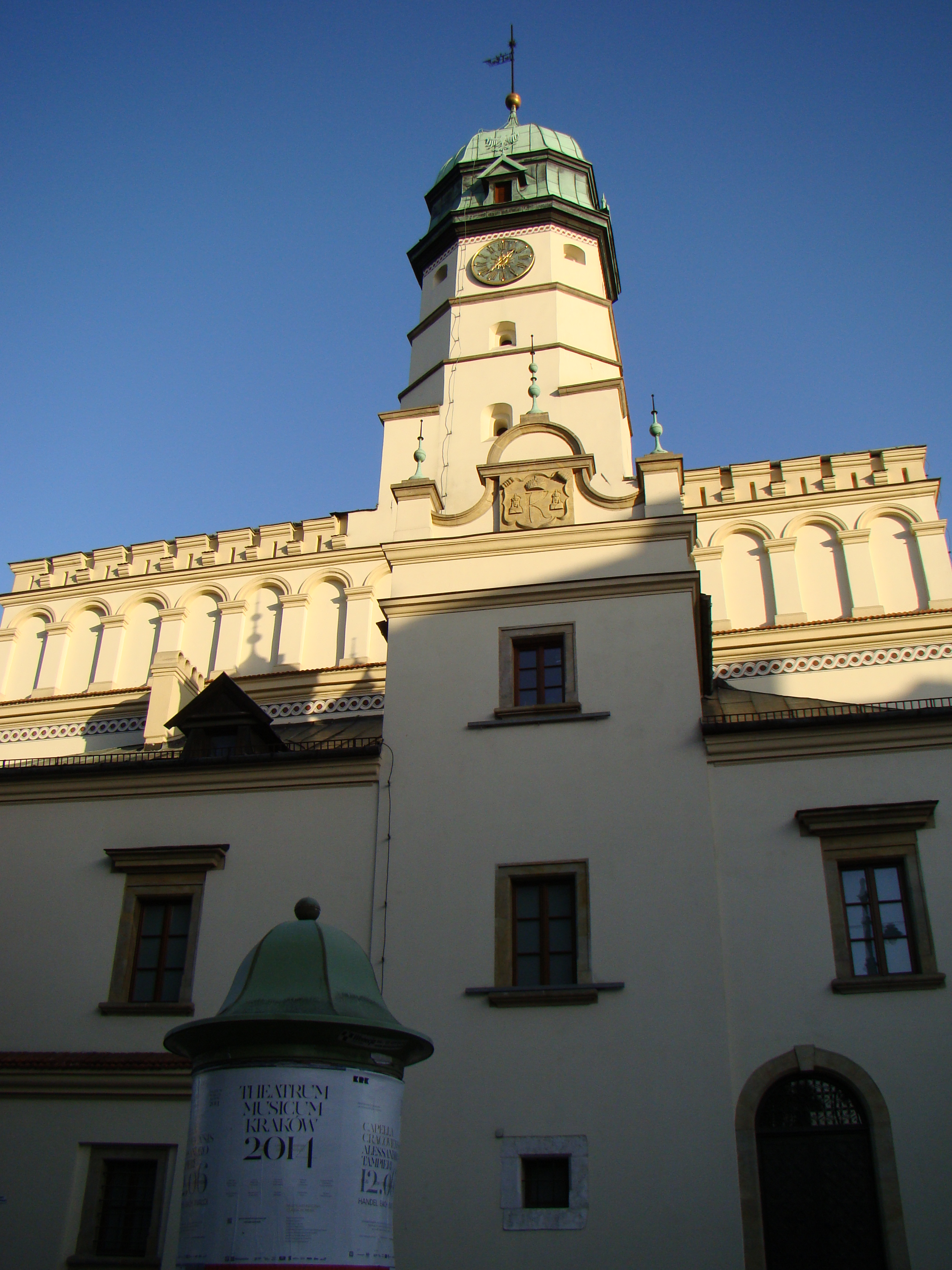
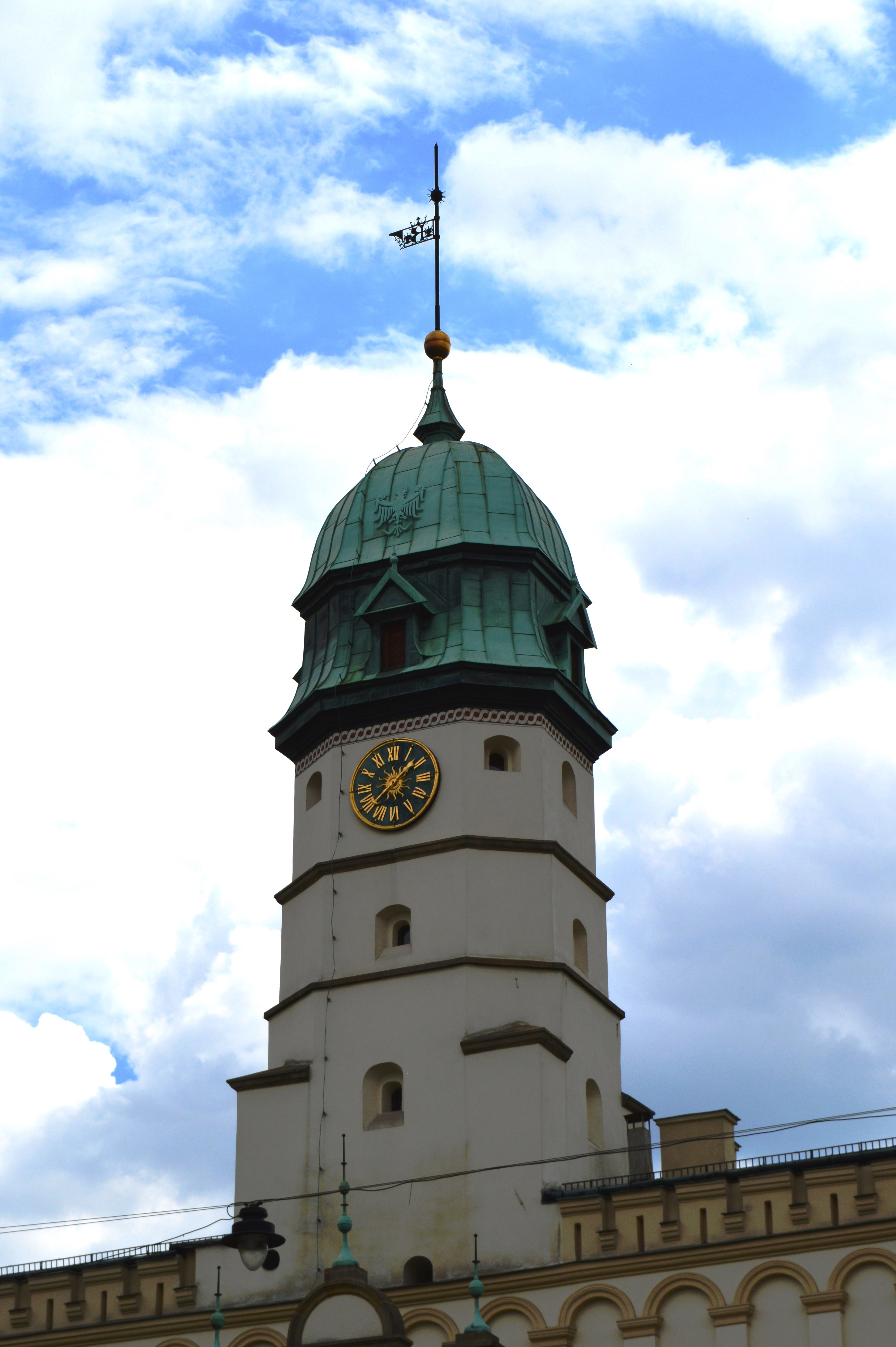